# (15084) 1999 CH38
A (15084) 1999 CH38 a Naprendszer kisbolygóövében található aszteroida. A LINEAR projekt keretében fedezték fel 1999. február 10-én.